# Třída Combattante FS56
Třída Combattante FS56 je nejnovější třída raketových a hlídkových člunů rodiny La Combattante francouzské loděnice Constructions Mécaniques de Normandie (CMN). Původně byla tři plavidla roku 2016 objednána pro libanonské námořnictvo, po zrušení kontraktu mají být postavena pro Saúdské královské námořnictvo.

## Stavba
Plavidla navrhla francouzská loděnice Constructions Mécaniques de Normandie (CMN) na základě raketových člunů typu Combattante III. Projekt této třídy byl poprvé představen na veletrhu EURONAVAL 2014, kde byly zároveň objednány tři hlídkové čluny pro libanonské námořnictvo. Stavbu plavidel, která měla být do služby přijata v letech 2017–2018, měla financovat Saúdská Arábie v rámci rozsáhlého zbrojního kontraktu na posílení libanonských ozbrojených sil v hodnotě 3 miliardy dolarů. Ještě v roce 2016 ale Saúdská Arábie svou podporu Libanonu zrušila a dlouho se nevědělo, jestli budou plavidla postavena. Na počátku roku 2018 loděnice CMN získala kontrakt v hodnotě 250 milionů Euro na tři plavidla pro Saúdské královské námořnictvo.

## Konstrukce
Plavidla typu FS56 mají modulární konstrukci, ve které byly aplikovány technologie stealth. Jejich trup je ocelový a nástavy jsou z hliníku. Plavidla mohou být vybavena bojovými řídícím systémem TACTICOS, nebo systémem LYNCEA, který vyninula loděnice CMN. Výrobce plavidel nabízí různé konfigurace jejich výzbroje. Na přídi může být například 76mm kanón Oto Melara, 57mm kanón Bofors, nebo dvojité odpalovací zařízení Simbad RC pro protiletadlové řízené střely Mistral (lze umístit i na záď). Sekundární výzbroj představují dvě 20mm či 30mm kanónové zbraňové stanice po stranách nástavby, které mohou doplnit 40mm kanóny Bofors Mk 4. Údernou výzbrojí plavidel může být čtyř až osm protilodních střel MM.40 Exocet. Pohonný systém tvoří tři diesely, pohánějící tři lodní šrouby. Plánovaná rychlost je 38 uzlů. Plánovaný dosah je 2000 námořních mil při 15 uzlech.

### Verze pro Libanon
Libanonské čluny měly nést 76mm kanón, 20mm kanónové stanice Nexter Narwhal a vypouštěcí zařízení Simbad RC pro střely Mistral.